# Ancona (pollo)
Ancona  è il nome di una razza di pollo italiana originaria dell'Italia centrale, che prende il nome dalla città di Ancona, dal cui porto è partita per raggiungere la Gran Bretagna. Si tratta di una razza mediterranea, quindi leggera, elegante e ottima produttrice di uova bianche. L'Ancona ha una forma e corporatura identiche alla Livorno, e se ne differenzia solo per la colorazione nera picchiettata di bianco, assente nell'altra razza. Tuttavia alcuni studiosi sostengono che l'Ancona non sia altro che una varietà di colore della Livorno, e non una razza a sé stante. In Italia, l'associazione Civiltà Contadina si è prefissa lo scopo di ampliarne l'allevamento, all'interno del progetto Gallus Gallus. La razza è molto allevata e amata nei paesi anglosassoni.
Nel Regno Unito è stata creata anche una versione nana della razza: a parte la grandezza, conserva le caratteristiche della controparte di maggior taglia.

## Origini
La gallina Ancona prende il nome dalla città omonima, poiché intorno al 1848 fu importata nella Gran Bretagna nella quale fu sottoposta a continue selezioni morfologiche al fine di ottenere un piumaggio picchiettato regolarmente. Nel 1880 alcuni esemplari furono esportati in Inghilterra dove l'allevatore M. Cobb ottenne la prima razza Ancona, successivamente venne selezionata ulteriormente e resa produttiva. 
Questa razza fu allevata soprattutto nel continente Americano.
Data la notevole somiglianza con la razza Livorno (da cui si differenzia solo nel piumaggio picchiettato mai presente nella razza toscana), secondo alcuni autori l'Ancona altro non sarebbe che una varietà della Livorno che dalle campagne toscane sarebbe stata portata fino ad Ancona, da cui poi sarebbe partita per la Gran Bretagna.
Nel 2009, un progetto dell'Università di Perugia, in collaborazione con la Regione Marche, cerca di reintrodurre questa varietà nel territorio della provincia di Ancona.

## Caratteristiche morfologiche
Si tratta di una tipica razza mediterranea, che rientra quindi nella tipologia delle razze leggere campagnole. Ha un aspetto molto elegante, identico a quello della Livorno.
Il tronco è lungo e largo. La testa, leggermente allungata, è di media grandezza e provvista di un becco forte e leggermente arcuato, di colore giallo striato di nero. Gli occhi sono grandi, sporgenti e di colore arancio/rosso. La cresta è semplice, rossa e molto sviluppata: dotata di cinque denti regolari, abbastanza profondi e larghi alla base, è portata perfettamente dritta nel gallo ed elegantemente inclinata nella gallina dopo il secondo dente, esiste ed è allevata anche in Italia una variante con cresta a rosa, I bargigli sono rossi, mediamente lunghi e larghi. La faccia, priva di peluria, è rossa e liscia. Gli orecchioni sono ovali, di media grandezza, lisce ben aderenti, di colore bianco avorio. Il collo è di media lunghezza, provvisto di una ricca mantellina che ricopre le spalle, le quali sono larghe e ben arrotondate.
Il dorso è lungo, largo e leggermente inclinato verso la coda nel maschio, mentre nella femmina è quasi orizzontale. Le ali sono larghe e lunghe, portate orizzontali e ben aderenti al corpo. La coda è grande, voluminosa, portata aperta e dotata di un abbondante piumaggio; è abbastanza alta e forma con la linea del dorso un angolo di 45/50° nel gallo e di 40/45° nella gallina. Le penne ornamentali del gallo (piccole e grandi falciformi) sono abbondanti e ben arrotondate.
Il piumaggio è abbondante, morbido ma ben aderente, dotato di penne lunghe e arrotondate.
Il ventre è pieno e arrotondato, soprattutto nella femmina. Le zampe sono mediamente lunghe e separate nettamente dal corpo, dotate di tarsi fini, lisci e implumi. Le dita sono quattro e ben separate. Il peso è di kg 2,5-2,8 per il maschio e di 1,8-2 per la femmina.

### Difetti gravi
Cresta malformata, dritta nella gallina e piegata nel gallo. Orecchioni rossastri o giallo intenso. Petto poco sviluppato. Picchiettatura della colorazione grossolana, troppo grande o quasi assente. Presenza di bianco in timoniere e/o remiganti. Assenza di riflessi verdi nella colorazione nera. Presenza di tracce rossastre o di qualsiasi altro colore.

## Colorazioni
La gallina Ancona è provvista di un piumaggio nero dai riflessi verdi metallici, con una macchia bianca all'estremità di ogni penna. Questo piumaggio è definito Picchiettato, e gli esemplari migliori sono quelli con una picchiettatura di 1 a 3 ossia una perla bianca ogni tre piume. In alcuni paesi è presente una seconda varietà di colore blu, in cui il blu sostituisce il nero nel colore di fondo; la picchiettatura a causa del colore di base ha la perla più grande della classica colorazione nera picchiettata bianco. L'Italia ha riconosciuto questa varietà nel 2007.

## Qualità
Ha le stesse caratteristiche produttive e caratteriali della Livorno. L'Ancona depone uova bianche di circa 50 grammi. La pelle è gialla.
È una razza ovaiola, producendo un numero di uova annue pari a 250-300. 
Si tratta di un uccello vivace, che ama vivere all'aperto, e si affeziona , tenuto libero è 
molto socievole con le persone, crea un legame affettuoso, va lasciato in totale libertà, per cui è sconsigliabile l'allevamento al chiuso, in quanto la razza andrebbe incontro a comportamenti aggressivi e nervosi, fino a deperire.